# Stanley Price
Stanley Price (n. 31 decembrie 1892 – d. 13 iulie 1955) a fost un actor american care a apărut în peste 200 de filme în perioada 1922 - 1956. S-a născut în Kansas, Statele Unite.

## Filmografie selectivă

### Filme
- Meet John Doe (1941)
- Johnny Eager (1942)
- Road to Morocco (1942)
- Crime, Inc.
- The Ten Commandments (1956)
- Punchy Cowpunchers (1950)
- The Sundowners (1950)
- Dopey Dicks (1950)
- Studio Stoops (1950)

### Seriale
- The Miracle Rider (1935)
- Red Barry (1938)
- Flash Gordon's Trip to Mars (1938)
- Daredevils of the Red Circle (1939)
- Dick Tracy's G-Men (1939)
- Adventures of Captain Marvel (1941)
- Dick Tracy vs. Crime Inc. (1941)
- Holt of the Secret Service (1941)
- Perils of the Royal Mounted (1942)
- King of the Mounties (1942)
- Gang Busters (1942)
- Adventures of the Flying Cadets (1943)
- G-men vs. the Black Dragon (1943)
- Batman (1943)
- The Masked Marvel (1943)
- The Phantom (1943)
- Captain America (1944)
- The Tiger Woman (1944)
- The Desert Hawk (1944)
- Black Arrow (1944)
- Zorro's Black Whip (1944)
- The Monster and the Ape (1945)
- Secret Agent X-9 (1945)
- The Crimson Ghost (1946)
- Son of Zorro (1947)
- The Black Widow (1947)
- Brick Bradford (1947)
- Superman (1948)
- Congo Bill (1948)
- King of the Rocket Men (1949)
- The Invisible Monster (1950)
- Pirates of the High Seas (1950)

### Emisiuni TV
- The Adventures of Kit Carson (1954)
- Buffalo Bill, Jr. (1955)